# Duitse militaire begraafplaats in Kaltenbrunn
De Duitse militaire begraafplaats in Kaltenbrunn is een militaire begraafplaats bij Kaltenbrunn in de gemeente Gmund am Tegernsee in de Duitse deelstaat Beieren. Op de begraafplaats liggen omgekomen Duitse militairen uit de Tweede Wereldoorlog.

## Begraafplaats
De begraafplaats is opgebouwd uit kleine plaquettes met de namen en geboorte- en sterfdatum erop. Tussen deze plaquettes staan ook diverse kruizen overeind.
Op de begraafplaats liggen 369 slachtoffers uit de Tweede Wereldoorlog begraven, waarvan de meesten om het leven kwamen bij de strijd om het Tegernseer Tal.